# Heptagram
Heptagram (tudi septegram) je sedemkraka zvezda. Znani sta dve pravilni zvezdi, ki ju imenujemo kar prvi in drugi heptagram. Označujemo ju z {7/2} in {7/3}. Včasih prvega imenujemo samo heptagram in drugega veliki heptagram. V splošnem lahko rečemo, da je heptagram vsak sam sebe sekajoč petkotnik.    
| Prvi heptagram {7/2}      | Drugi heptagram {7/3}     | Oba heptagrama včrtana v sedemkotnik |
| Heptagramska prizma (7/2) | Heptagramska prizma (7/3) | Oba heptagrama včrtana v sedemkotnik |